# クルト・ロイバー
クルト・ロイバー（ドイツ語: Kurt Reuber, 1906年5月26日 - 1944年1月20日もしくは4月21日）は、ドイツの医師。プロテスタントの牧師。そして『スターリングラードの聖母』を描いた事によって知られる美術家である。

## 伝記

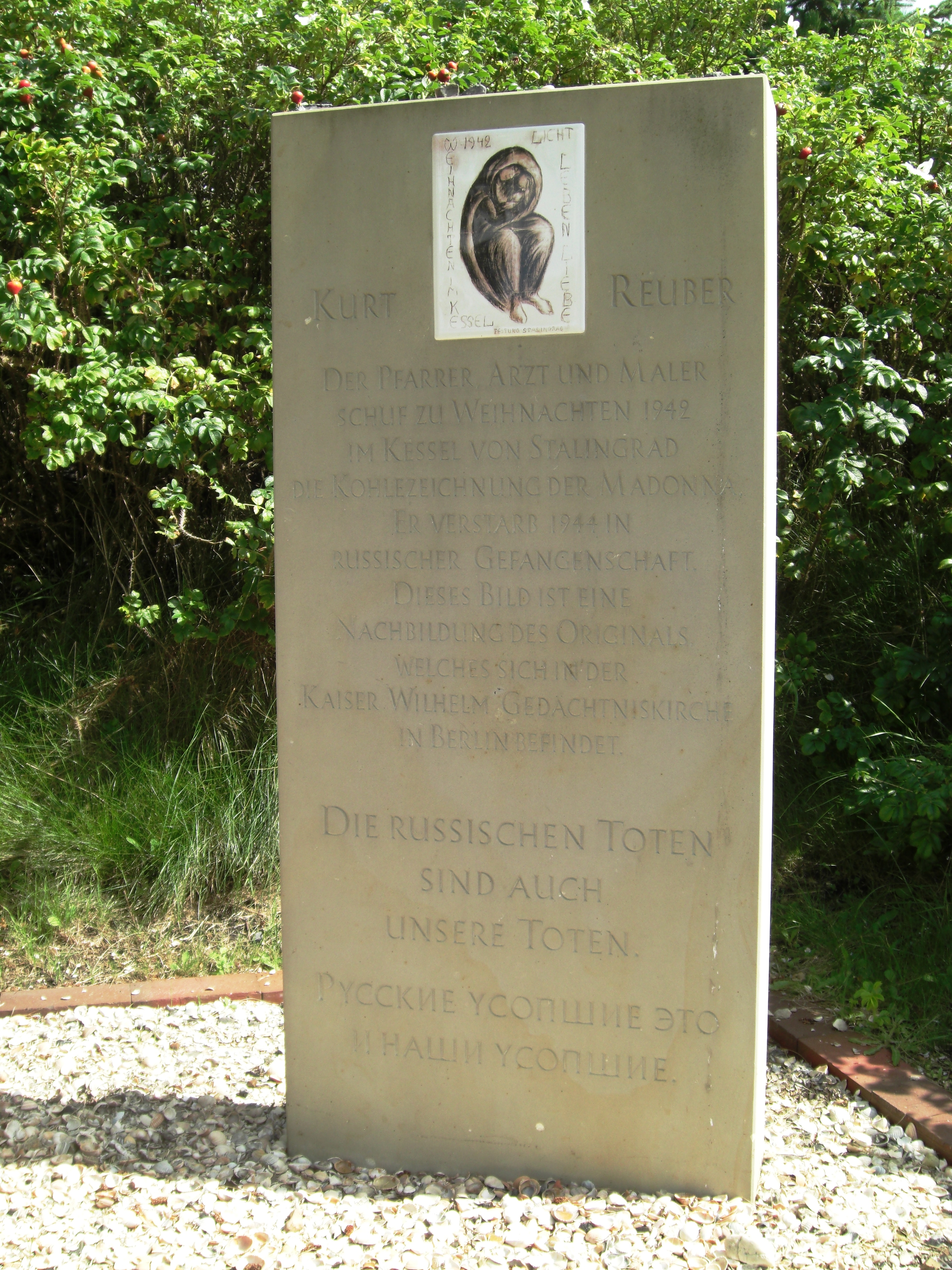
ランゲオーグ島の墓地にあるクルト・ロイバーの追悼碑

クルト・ロイバーは、敬虔主義の影響が濃厚な家庭に育った。彼は、1913年からビュルガーシューレ（市民学校）に通うようになり、1917年、カッセルのオーバーリアルシューレに進み、彼はカッセルのヴェーゼルトーア・ギムナジウムを卒業した。

### 神学を学ぶ
1926年にアビトゥーアを取得した後、彼はベーテル神学大学（現・ヴッパータール・ベーテル神学大学）、テュービンゲン、そしてマールブルクにおいてキリスト教神学を学んだ。また、この時期に彼は医学の講義を受講し、絵画の実技指導の授業も取っている。アルベルト・シュヴァイツァーと初めて出会い、知遇を得た事は、彼の生涯の歩みに同伴した絵画と共に画期的な意味を持つ事になった。神学を学んだ後、彼は1930年にツェラ＝ロスハウゼン（シュヴァルム）、1931年から1932年にかけてはマールブルクで副牧師を務めた。この頃、彼はヴィリングスハウゼン芸術家村との接触をはじめ、はじめての油絵を描いた。ロイバーは1932年からホーフガイスマーの説教者神学校に通いはじめた。
1933年、ロイバーは2度目の神学の試験を通過し、共同体運動の聖なる敬虔においての神秘主義を主題とした論文で、マールブルクのフリードリヒ・ハイラーにより神学博士号が授与された。

## 参照

## 関連文献
- Hans Gerhard Christoph: Zur Erinnerung an Kurt Reuber. In: Treue Kameraden. Heft 6, 2014.
- Hans Gerhard Christoph: Begleitheft zur Sonderausstellung „Die Stalingrad-Madonna“. Staatliche Bibliothek Ansbach/Mittelfranken, 10. März bis 17. April 2014.
- Andreas Mettenleiter: Selbstzeugnisse, Erinnerungen, Tagebücher und Briefe deutschsprachiger Ärzte. Nachträge und Ergänzungen III (I–Z). In: Würzburger medizinhistorische Mitteilungen. Band 22, 2003, S. 269–305, hier: S. 287.
- Ute Tolkmitt (= Tochter von Kurt Reuber), Kurt Reuber, in: Die Stalingrad-Madonna. Das Werk Kurt Reubers als Dokument der Versöhnung, hrsg. v. Martin Kruse, Lutherisches Verlagshaus, Hannover, 1996, ISBN 3-7859-0643-9.
- Erich Wiegand: Kurt Reuber. Pfarrer, Arzt und Maler (= Monographia Hassiae 21). Verlag Evangelischer Medienverband, Kassel 1998, ISBN 3-89477-951-9.